# 巴連特峰
巴連特峰（英語：Valiente Peak）是南極洲的山峰，座標65°27′S 63°43′W / 65.450°S 63.717°W，位於葛拉漢地基輔半島东北部，接近比斯科奇灣的利弗冰川北方，海拔高度2,165（7,103英尺），由讓-巴蒂斯特·夏古率領的法國探險隊發現，現時由南極條約體系管理。

## 历史
巴連特峰被Charcot带领的法國南極探險隊在1908-1910年间發現，並由他命名為“Sommet Saens Valiente”，為了纪念时任Victorino de la Plaza区海洋部长的阿根廷海军上尉J. P. Saenz Valiente（1860-1925）J. P. Saenz Valiente上尉之前与1900-1905年的Boletín del Instituto Geográfico Argentino出版有关。1935年8月，英國格雷厄姆陸地探險隊（BGLE）在Rymill的帶領下，在比斯科奇灣調查期間，以及1936年1月前往特羅茲冰川（Trooz Glacier）的旅程中，给它重新繪製。1959年，英國南極地名委員會（UK-APC）縮短了名称。

## 名称
又名Mount Saens Valiente，Saenz Valiente Peak，Saenz Vallente Peak，Pico Saenz Valiente。